# Саблуківка
Саблу́ківка — село в Україні, у Милівській сільській громаді Бериславського району Херсонської області.  Населення становить 301 осіб.

## Населення

### Мовний склад
Рідна мова населення за даними перепису 2001 року:
| Мова       | Чисельність, осіб | Доля     |
| ---------- | ----------------- | -------- |
| Українська | 271               | 90,03 %  |
| Російська  | 30                | 9,97 %   |
| Разом      | 301               | 100,00 % |

## Історія
Станом на 1886 рік в селі Качкарівської волості мешкало 222 особи, налічувалось 50 дворів, молитовний будинок, школа, лавка.
Село постраждало від Голодомору, проведеного радянським урядом у 1932—1933 роках. Згідно з мартирологом Національної книги пам'яті України, складеного на основі даних Книги актів реєстрації цивільного стану та свідченнях очевидців, загинуло 16 осіб. Їхні імена ідентифіковано.
12 червня 2020 року, відповідно до Розпорядження Кабінету Міністрів України від № 726-р «Про визначення адміністративних центрів та затвердження територій територіальних громад Херсонської області», увійшло до складу  Милівської сільської громади.
19 липня 2020 року, в результаті адміністративно-територіальної реформи та ліквідації   Бериславського району (1923—2020), увійшло до складу новоутвореного Бериславського району.